# 6097 Koishikawa
6097 Koishikawa (1991 UK2) là một tiểu hành tinh vành đai chính được phát hiện ngày 29 tháng 10 năm 1991 bởi Endate và Watanabe ở Kitami.